# Matt Cairns
Pour les articles homonymes, voir Cairns (homonymie).
Pas d'image ? Cliquez ici

a Compétitions nationales et continentales officielles uniquement.

b Matchs officiels uniquement.
Dernière mise à jour le 18 août 2025.
Matt Cairns, né le 31 mars 1979 à Birkenhead, est un joueur de rugby à XV international anglais évoluant au poste de talonneur.

## Carrière

### En club
Matt Cairns commence sa carrière avec les Saracens en Championnat d'Angleterre. En 2003, il part jouer avec les Sale Sharks pour une saison, avant de retourner aux Saracens,. En 2009, il rejoint les Harlequins. Il est contraint de prendre sa retraite de joueur en février 2012, à la suite d'une blessure à la cheville.

### En équipe nationale
Matt Cairns débute avec l'équipe d'Angleterre A et les moins de 21 ans. Il honore sa première et unique cape le 26 mai 2007 contre l'Afrique du Sud lors de la tournée d'été,.

## Palmarès
- Vainqueur de la Coupe d'Angleterre en 1998
- Finaliste de la Coupe d'Angleterre en 2004